# Fjällskruvsnäcka
Fjällskruvsnäcka (Columella columella) är en snäckart som först beskrevs av von Martens 1830. Enligt Catalogue of Life ingår Fjällskruvsnäcka i släktet Columella och familjen puppsnäckor, men enligt Dyntaxa är tillhörigheten istället släktet Columella och familjen grynsnäckor. IUCN kategoriserar arten globalt som livskraftig. Enligt den finländska rödlistan är arten sårbar i Finland. Arten är reproducerande i Sverige. Artens livsmiljö är fjällbjörkskogar. Inga underarter finns listade i Catalogue of Life.